# ランス・アームストロング
ランス・エドワード・アームストロング（Lance Edward Armstrong、1971年9月18日 - ）は、アメリカ合衆国テキサス州プレイノ出身の自転車ロードレース選手。
癌を克服してツール・ド・フランスを7連覇したが、ドーピングの発覚によってその7連覇を含む1998年8月1日以降の獲得タイトルはすべて剥奪され、自転車競技からの永久追放処分を受けた。

## 概略
アマチュア全米チャンピオンやオリンピック代表を経てプロ選手となった。世界選手権のロードレース部門で1993年に優勝するなどの実績を残したが、精巣がんに罹患し、治療のためキャリアを中断することとなる。その後復帰し、1999年から2005年まで7年連続でツール・ド・フランスの総合優勝を達成した。
2002年にはスポーツ・イラストレイテッド誌の年間最優秀スポーツマン (Sportsman of the Year) に輝き、2002年・2003年のAP通信年間最優秀男性アスリート、2003年・2004年のESPNのESPY賞最優秀男性アスリート、2003年のBBC年間最優秀スポーツ選手賞海外選手部門の各賞を受賞しているがこれもドーピングで獲得したタイトル(4回のツールドフランスの優勝を評価されたこと)による結果の受賞である。
2005年のツール・ド・フランス終了後に一度競技活動を引退し、LIVESTRONG財団の財団長としてガン撲滅研究を進める一方、TREKの株主として、新型モデルの開発などに関わっていたが、2009年のツアーダウンアンダーから現役に復帰。また、U-23の若手育成を目的としたチーム「TREK-Livestrong U-23」を創設、自らオーナーを務めた。
2011年2月16日、2度目の現役引退表明が彼自身により発表された。しかしながら、これはロードレースへの参加を控えるという趣旨であり、後述するように、その後はトライアスロンやマウンテンバイクを利用したレースに活動の場を移した。
ドーピングを行っているのではないかという疑惑を現役時代から持たれていたが、引退後の2012年6月12日、全米反ドーピング機関 (USADA)からドーピング容疑で告発された。
2012年8月24日、USADAにより、ツール・ド・フランスの7連覇を含む1998年8月1日以降の全タイトルの剥奪とトライアスロンをも含む自転車競技からの永久追放の処分を科された。10月10日にはUSADAがドーピングの調査報告書を公表した。これを受け、国際自転車競技連合 (UCI) は10月22日、スポーツ仲裁裁判所 (CAS) には上訴せず、USADAの裁定を受け入れる事を発表、ツール・ド・フランスでの7年連続総合優勝（1999年から2005年）を含む1998年8月1日以降の全てのタイトルの剥奪が確定した。2013年1月14日、テレビ番組の収録において自らドーピングを認めた。

## 経歴

### 生い立ち、プロデビューまで
ランスの誕生時、父親はおらず、彼は母によって育てられた（母の自立の精神は、自分にも強い影響を与えたと彼自身しばしば言及している）。3歳の時、母の再婚により現在の姓であるアームストロングを名乗ることになった。しかし継父との関係は良好とはいかなかった。子どものころはアメリカンフットボールが人気だったが、自分にはその才能がないと悟ったランスは水泳、そして母が多忙なため送り迎えが出来ず、ジムとの行き帰りに使用していた自転車、それらを複合させたトライアスロンを最終的に始めることとなる。
その身体能力は非常に高く、12歳のときから一般カテゴリーに参戦していたほどであり、16歳でプロに転向。1987 - 88年は19歳以下のトライアスリートのランキング1位に輝き、1989 - 90年にはアメリカ選手権のスプリント部門で2連覇を果たした。
この後ほどなくして自転車競技に専念することを決め、アマチュアサイクリストとして1991年のアメリカ合衆国チャンピオンとなったほか、バルセロナオリンピックのロードレースでも14位に食い込んだ。ちなみにこの時金メダルを獲得したのがファビオ・カサルテッリである。

### 競技生活前半
これらの実績をひっさげて1992年にプロに転向。
翌1993年、アメリカチャンピオンになりツールドフランスを迎えた。第8ステージで、ラウル・アルカラらと数人での逃げを決め、ゴールスプリントで区間優勝。数日後に監督の指令によりリタイアしたものの、プロ転向2年目にして早くもグランツールでの勝利を収め、大器の片鱗をのぞかせた。
そして、同年オスロで行われた世界選手権自転車競技大会のロードレース種目では単独の逃げを決め、ミゲル・インドゥライン、オラフ・ルードヴィッヒ、ヨハン・ムセウといった並み居る強豪を抑えて優勝。21歳 で世界選手権という大舞台を制した快挙により、一躍世間から注目を浴びるようになる。ちなみにこの年のアマチュア部門のロードレースの優勝が後に好敵手となるヤン・ウルリッヒである。
1995年は前年2位に入っていたツアー・デュポンで優勝したほか、クラシカ・サンセバスティアンでも優勝。クラシックスペシャリストとしての地位を高めた後、ツール・ド・フランスへ出場。途中チームメイトのファビオ・カサルテッリをレース中の落車事故で失うという悲劇に見舞われながらも、その3日後にファビオが一番取りたいと語っていたリモージュステージにて優勝を遂げた。
そして翌1996年もツアー・デュポン連覇をはじめ、パリ〜ニース総合2位、フレッシュ・ワロンヌ優勝などの好成績をおさめ、一時は世界ランク1位を記録するなど成功は続いた。しかしシーズン中盤以降はツール・ド・フランスを途中棄権したほか、アトランタオリンピックでも12位と期待はずれの結果に終わるなど目立った活躍ができなかった。

### 癌

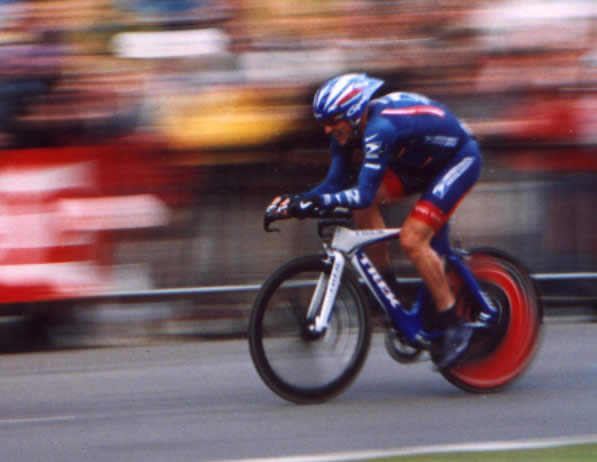
ランス・アームストロング（2004年のツール・ド・フランス、タイムトライアルステージにて）

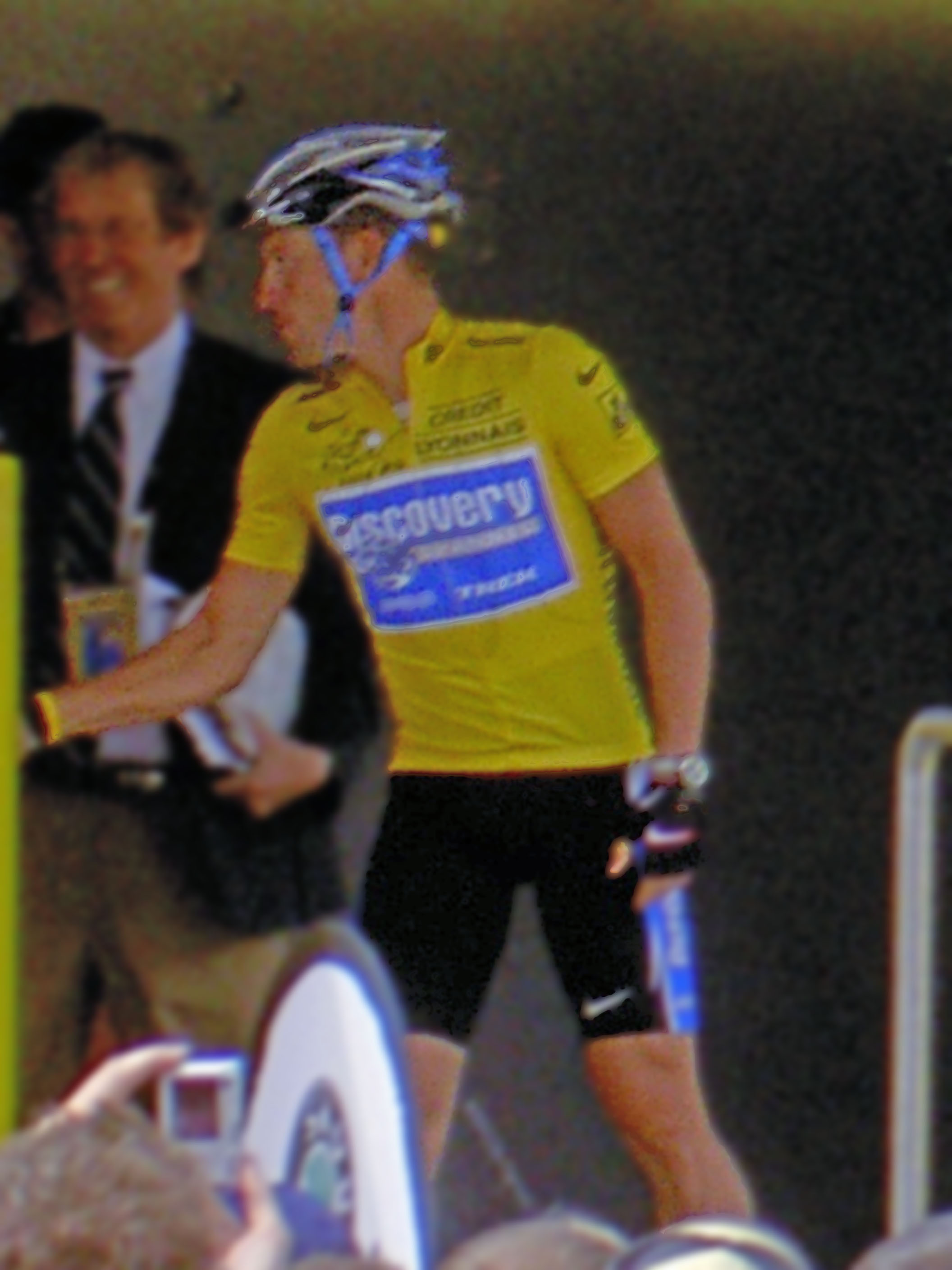
ランス・アームストロング
(Tour de France 2005)

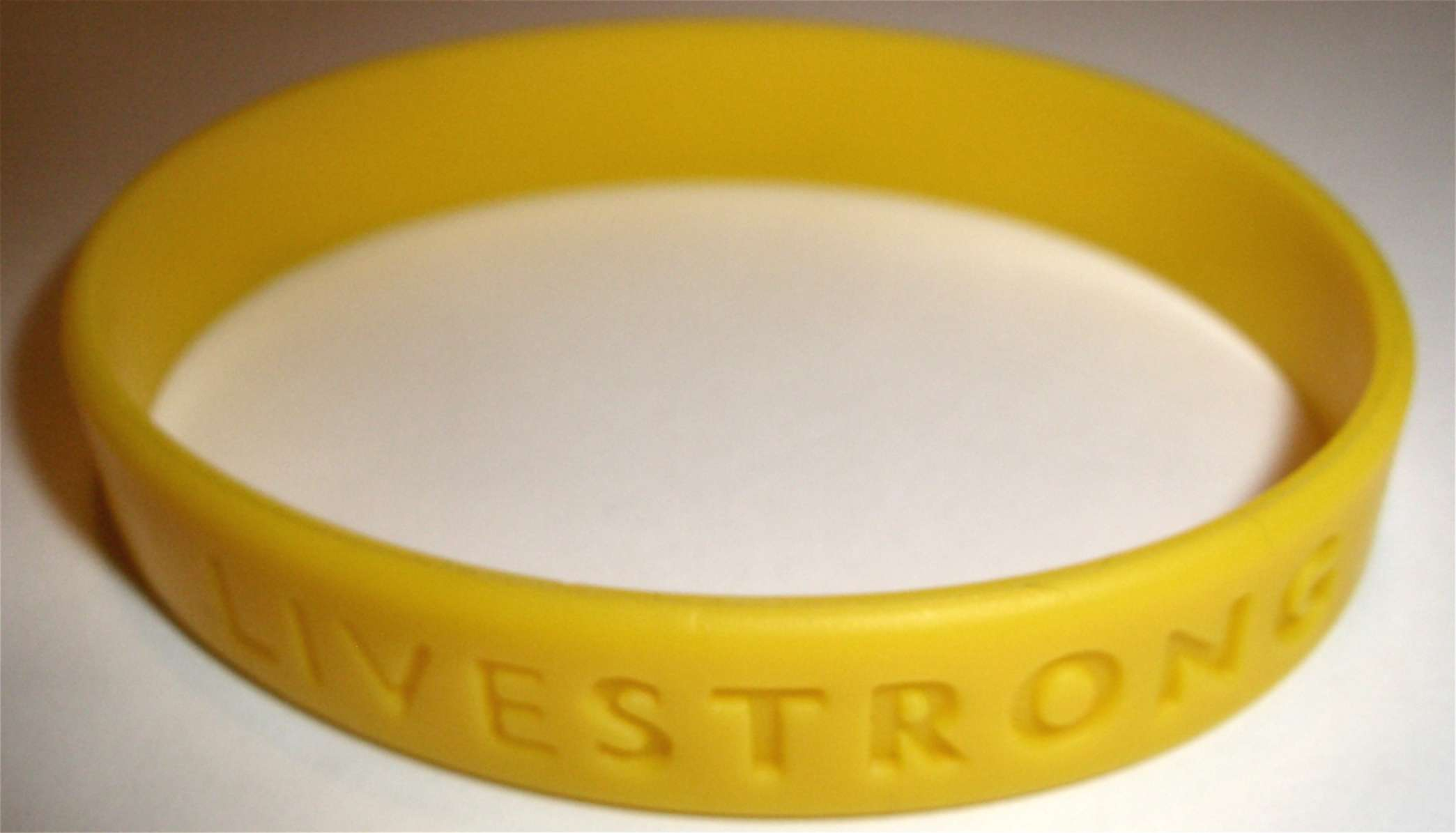
LIVESTRONGプロジェクトのリストバンド

身体の不調を感じ、診断を受けたランスは1996年10月2日、医師から自分が精巣腫瘍に侵され、既に肺と脳にも転移しており、生存確率は50%であることを告げられる（ナイキによって2005年から発売されている彼のブランド「10//2」やトレック社「1/2 Series」はこれが由来）。
精巣腫瘍には化学療法を施すのが一般的だが、治療薬のブレオマイシンには肺毒性があり、間質性肺炎を引き起こすなど、心肺機能を低減してしまう副作用があるため、プロの自転車選手として復帰することは不可能になると判断したランスはこれを拒否。結局インディアナ大学医学部で心肺機能へのダメージは少ないが、より過酷な化学療法を施し、さらに脳の浸潤部を切除することとなった。
その後、幸運にも治療は成功し、小康状態となったという診断を受けてトレーニングを再開。しかし所属していたコフィディスからは、再起不能とみなされて事務的に解雇された。

### 競技生活後半
その後もリハビリとトレーニングを続け、デビュー時に所属していたモトローラが1997年に解散したのに伴い、新たに結成されたUSポスタル・サービスと契約し、翌年にプロとして復帰。初戦となったパリ〜ニースで以前のように動かない自分の体に苛立ち途中リタイア、一時はそのまま自転車人生もリタイアしかかる。妻やヨハン・ブリュイネールらの説得により全米選手権をラストランとすることにしたが、そこで好成績をあげた事で本人のやる気も復活し、同年のブエルタ・ア・エスパーニャで総合4位、世界選手権タイムトライアル、同ロードレースでもそれぞれ4位に入り、復活をアピールした。山岳ステージの厳しさではツール・ド・フランスを上回るとされる同レースで上位入賞を果たしたことにより、彼はステージレースを戦い抜く自信を持ったといわれている。ただし、1998年8月以降の成績はその後ドーピングによるものとして剥奪されているため、この年のブエルタ以降の成績は現在では無効である。
1999年、ドーフィネ・リベレを総合8位（ステージ1勝）で終え、好調のままツール・ド・フランスに出場したランスはプロローグステージの個人タイムトライアルで優勝。そのままステージ4勝をあげて総合2位のアレックス・ツェーレに7分以上の差をつけて圧勝。ツール・ド・フランス7連覇へ第一歩を記した。
2000年も最大のライバルとみなされていたヤン・ウルリッヒに6分以上の差をつけてツール・ド・フランス2連覇。さらに2000年シドニーオリンピックでは個人タイムトライアルで銅メダルを獲得した。また、同年5月には癌との闘いと復活を綴った『It's Not About the Bike（日本語題：ただマイヨ・ジョーヌのためでなく）』を出版。アメリカをはじめ各国でベストセラーとなった。
2001年はツール・ド・スイスで総合優勝。ツール・ド・フランスでは第8ステージで大逃げが決まり、一時は総合で35分差をつけられたが、逆転して3連覇を達成。続く2002年もドーフィネ・リベレで総合優勝を達成し、ツール・ド・フランス4連覇も果たした。
2003年もドーフィネ・リベレを連覇し、ミゲル・インドゥラインに並ぶ5連覇の期待がかかるなかでツール・ド・フランスに出場。しかしこの年はヤン・ウルリッヒが絶好調で、第12ステージの個人タイムトライアルでは補給ミスからの脱水症状に襲われ1分以上もタイムを詰められてしまう。さらに次の第13ステージではウルリッヒのアタックにランスが付いていけずに遅れるという事態が発生。マイヨ・ジョーヌこそ守ったものの、第14ステージ終了時点で両者の差は15秒、さらに3位のアレクサンドル・ヴィノクロフとも18秒差というかつてない危機をランスは迎えることになった。
そして次の第15ステージでウルリッヒたちとアタック合戦を繰り広げていたゴール手前9.5km地点で、ランスのハンドルに沿道の観客の持っていた袋が絡み付いて落車してしまう。ウルリッヒをはじめとする集団は紳士協定にのっとり落車したランスを待った。レースに復帰したランスは待っていた集団に追い付いたあと、そのままアタックを決め、そのままウルリッヒらを置き去りにする。先頭を走っていたシルヴァン・シャヴァネルをも追い越しステージ優勝を飾り、ウルリッヒに40秒差をつけることに成功。個人タイムトライアルの第19ステージでは雨の中必死に走るウルリッヒがロータリーで落車しタイム差を離し勝負が決まった。第20ステージはこの差を守りきって5連覇を達成した。
また、この年にナイキと契約し、LIVESTRONGプロジェクトとして、黄色のリストバンドを発売し、その売上げを癌患者の支援にあてる運動を始めた。
2004年は、天候不順や落車でライバルたちが次々脱落していくなか手堅くタイムを刻んでいき、後半の山岳ステージで勝利を量産。チームタイムトライアルでの1勝を含む5勝をあげて総合優勝を果たし、インデュラインを超える6連覇を達成した。
そして2005年4月、同年のツール・ド・フランスを最後に現役を引退することを発表。危なげないレース運びで7度目の総合優勝を獲得し、これを花道にいったん現役を退いた。

### 現役復帰
その後、トレック社のアドバイザーを務めたり、チャリティー活動の一環でニューヨークシティマラソンに参加するなどしていたが、2008年9月に現役復帰することを表明。「家族や親しい友人と話した結果、がんの苦しみに対する世界の人々の意識を高めるため、プロとしての自転車競技への復帰を決めたことを、喜んで発表する」というコメントを発表し、9月25日にアスタナ・チームへの加入が正式に発表された。
2009年1月、ツアー・ダウンアンダーに出場して現役復帰を果たした。同年5月にはジロ・デ・イタリアに初出場。しかし、3月に出場したスペインのレース、ブエルタ・ア・カスティーリャ・イ・レオンで落車し鎖骨を骨折した影響か序盤は調子が上がらず、第5ステージで大きく遅れてマリア・ローザ争いから脱落。その後はチームのエースであるリーヴァイ・ライプハイマーのアシストに徹する形となり、自身は総合12位となった。なお、落車した時の集団復帰には、エースのライプハイマーがパンクした時の倍近い人数のアシストたちが集団から下りてきてサポートしていた。
2009年7月にはツール・ド・フランスに4年ぶりに出場。第4ステージのチームタイムトライアルでは通算25勝目となるステージ優勝を飾り、アンドレ・ルデュックと並ぶ歴代3位タイとなった。その後は総合優勝したチームメイトのアルベルト・コンタドールのアシストを務め、アンディ・シュレクやブラッドリー・ウィギンスらライバル達を徹底マーク。全盛期のような勢いは無かったものの、安定した走りを見せ、4年のブランクがあったことを考えると驚異的な走りで総合3位に入った。なお、通算8度目の表彰台（1位7回-3位1回）はレイモン・プリドール（1位0回-2位3回-3位5回）と並んで史上最多となった。また、ツール・ド・フランスの期間中にはラジオシャックをメインスポンサーとする新チームの設立を発表し、2010年のツール・ド・フランスにこのチームから出場することを表明した。
2009年の10月には、バドワイザーを製造するアンハイザー・ブッシュ・インベブ社と3年間の個人契約を結んだと報じられた。同社の低カロリー飲料「ミケロブ・ウルトラ」の広告に出演する予定だという。
2010年、自ら立ち上げたチーム・レディオシャックから出場したツール・ド・スイスで総合2位に入るが、ツール・ド・フランスでは全盛期と違って序盤から何度か落車に巻き込まれ、その際に受けたダメージもあってか山岳ステージの第8ステージで大きく後退。最終的には優勝したコンタドールから39分20秒遅れの23位となり、衰えを隠せなかった。2011年1月のツアー・ダウンアンダーを最後に再び第一線から引退した。

### エクステラ参戦
その後、ランスはエクステラ（マウンテンバイクを利用したオフロード版トライアスロン）への参戦を表明し、引き続きTREK社のバイクを用いて、アメリカチャンピオンシップで5位となった。
2011年10月23日、ハワイ・マウイ島のカパルア地区で開催されたエクステラ世界選手権大会に参戦。スイムを5位で通過。上位入賞が期待されたものの、バイクコースの終盤で落車し、頭部を強打してしまう。一時はリタイアの危機に瀕するものの、無事に完走し、675人中の23位でゴールした。
ゴール後のインタビューでは「もう少しスイムの練習をして来年戻って来る」と、今後のエクステラ競技の続行を明言した。

### トライアスロン復帰
「アームストロングがトライアスロン大会に参戦する」という情報は、ロードレースに復帰した2009年からネット上で散見されていた が、実際の出場には至らなかった。
しかし、2012年2月、アームストロングはツイッターにて、アイアンマン・トライアスロンへの参加を宣言。世界中で2,800万人を数える癌患者へ応援メッセージを送り、世界中の人々に癌への関心を高めてもらうことを今回の参戦の目的だと表明した。同時に、トライアスロン大会においても、トレック社のタイムトライアルバイクを使用することが明らかにされた。
アームストロングは、復帰第一戦として同月12日にパナマで行われたアイアンマン・パナマ70.3に出場。これはスイム1.8 km・バイク90km・ラン21kmの合計70.3マイルで争われる大会であった。
スイムは1位から34秒遅れの10位でクリア、バイクでは5秒遅れの2時間46分17秒、2位でクリア。バイクラップ自体は1位のクリス・リエトがアームストロングを約15秒上回る結果となった。
ランの途中で遂に1位となり、クリスを1分以上引き離して首位に出たが、バイク4位から追い上げたビーバン・ドハーティ（アテネ五輪・銀メダリスト、北京五輪・銅メダリスト）に終盤で抜かれ、優勝は逃した。しかし、2位でゴールできたことや、ローラン・ジャラベールとの再会、そしてパナマ市民の声援に感謝を示した。
また、今後は、10月にハワイ島のコナ地域で開催される世界選手権を目指すことも明らかになっている。
なお、アイアンマン大会のプロカテゴリーで世界選手権に出場するには、世界各地での大会を転戦して複数のポイントを獲得し、ランキング50位以内になる必要がある。このため、アームストロングは、2012年だけで、4月1日のアイアンマン70.3アメリカ選手権・テキサス、5月20日のアイアンマン70.3フロリダ、6月2日のアイアンマン70.3ハワイ、6月24日のアイアンマン・フランス（ニース）に出場する予定である。
4月1日に行われたアイアンマン70.3アメリカ選手権では、地元であるテキサスでの開催ということもあり、優勝への期待が高かったが、呆然としながら7位でゴールするという結果に終わった。ゴール時には、自身の愛娘がゲート付近で祝福しようと待ち受けていたが、アームストロングはそれに気づかず、通り過ぎるという一幕もあった。
しかしながら5月20日に行われたアイアンマン70.3フロリダでは、スイムラップこそ3着であったものの、バイクで他の選手に10分以上の差をつける強さを見せ、優勝した。さらには、ハワイ島で6月2日に開催された「アイアンマン70.3ハワイ」では、3時間50分55秒で、フロリダに続き優勝した。特にバイクで圧倒的な強さを見せ、総合タイムでも2位の選手を3分近く引き離す独走を見せた。

### ドーピング疑惑と処分
- 2012年8月24日、全米アンチドーピング機関（USADA）は1998年8月1日以降の記録を全て抹消し、アームストロングに対し、「永久追放」宣告を行う。[23][24]。
- 10月22日、国際自転車競技連合（UCI）はスポーツ仲裁裁判所（CAS）には上訴せず、USADAの裁定を受け入れる事を発表[3]、1998年8月1日以降の全タイトルの剥奪が確定[25]。
- 2013年1月17日、14日に収録されたインタビューが放送され、アームストロング本人がドーピングを認めた[5][26]。

### ドーピング裁定の後
ドーピング問題でアームストロングは渦中の人となり、アイアンマン・フランス出場を目前に控えていながら、撤退を余儀なくされてしまう。このため、その後は地方の小規模な大会に戦いの場を移した。
USADAによる裁定の翌日にあたる2012年8月25日、コロラド州アスペン-スノーマスで行われたマウンテンバイクの大会に出場した。
また、同年9月30日には、サンディエゴのコロナドで開催されたスーパーフロッグ・トライアスロン大会に参戦。スイム1.93 km・バイク90km・ラン21.09kmを3時間49分45秒のコース新記録で優勝した。
2013年1月に自ら過去のドーピングを認めた後、アームストロングは、マスターズ競泳大会（4月5 - 7日・テキサス州オースティン）に出場する動きを見せたが、最終的に出場を取りやめた。アームストロングは40 - 44歳の部の自由形3種目にエントリーしたが、国際水泳連盟が素早く反応し、4日に米国のマスターズ競泳大会を統括する団体に対し「この大会は世界反ドーピング機関 (WADA) 傘下である」との文書を送付し、出場を認めないよう求めた。
また、アームストロングはテキサス州オースティンに1.7エーカー（約6,900m2）の広大な自宅を所有していたが、同年四月に会社経営者に売却したと伝えられた。しかしながらアームストロングは、自宅を売り払った後も引き続きオースティンに住む意向を示しているという。
2013年12月に、トライアスロン選手のクリス・マコーマックから1対1でのトライアスロンレースを申し込まれ、「本気なら電話をくれ」とtwitter上で公開返信した。
2015年、現役時代の同僚であるジョージ・ヒンカピー/ヨハン・ブリュイネールらと共同で、アウトドアスポーツ向けのファッションブランド「WEDŪ」を設立。2023年6月、FOXのリアリティ番組『Stars on Mars』に挑戦者の一人として出演したが、エピソード9で脱落した。

## 人物
自らの著書でも語っているが、少年期から20代前半までの時期には、周囲との衝突を繰り返したり、レースにおける無謀なアタックをたびたび仕掛けたりと攻撃的で負けず嫌いな性格だった。
例としては、プロデビュー直後に出場した地中海一周レースにおいて、アームストロングの名前を別のアメリカ人選手（アンディ・ビショップ）と混同して声をかけたモレノ・アルゼンティンに対してわざと別の名前（マウリツィオ・フォンドリエスト）で呼び返し、「くそったれ、俺の名前はアームストロングだ。このレースが終わるころには、俺の名前を知ることになるさ」と暴言を吐いた事件があげられる。アルゼンティンは世界選手権を制した経験を持っており、アームストロングの発言は通常では考えられないものであった。後日、アルゼンティンとは和解している。
しかし、癌の闘いとその克服、レースへの復帰、そしてツール・ド・フランス連覇を経験していく中で、彼は精神的にも大きく成長し、選手生活の晩年は、無茶なアタックをすることもなく、計算し尽くされた老練な戦略の下、集団内でライバルの様子をうかがいながら走るクレバーなタイプの選手となっていた。
プロとしての紳士的な一面も持っている。2001年ツールの第13ステージでは、カーブを曲がりきれず草むらの中へ突っ込んだウルリッヒを、ランスはスピードを緩めて合流するまで待った。2003年の第15ステージでランスが落車した際に、今度は逆にウルリッヒがランスの合流を待っている。これは2001年のことがあったからだとされている。
ともすれば「つまらない走り」と評されることも多かったが、2002年は2日続けての頂上ゴール制覇や2003年の第15ステージのアタック、2004年には山岳だけで4勝を含む6勝（TT、チームTT含む）をはじめとして山岳ステージではたびたび激しいアタックを見せた。
また、2000年のツール・ド・フランスでマルコ・パンターニに僅差で敗れた際に「（ドーピング騒動からの復帰に）敬意を表して最後は手を抜いたんだ」と発言してパンターニを激怒させたり（著書では「先に行けよ」と慣れないイタリア語で声をかけたが、「のろま!」と聞かれてしまった。とも書かれている）、2004年のツール・ド・フランスの第12ステージで、死の今際にいる母のためにツール・ド・フランスでの初勝利を渇望していたイヴァン・バッソと一騎討ちになったとき勝利を譲って、王者の貫禄を見せたかと思いきや、次の第13ステージで再び一騎討ちになった時は容赦なくスプリントしてステージ優勝したり、ドーピングを自白しランスの薬物使用を示唆したフィリッポ・シメオーニのアタックを大差の付いた状態にもかかわらず即座に潰しに掛かるなど、かつての攻撃的な性格の一端を垣間見ることが出来るエピソードは多い。
一番大切な人は母だと語っており、「ただマイヨ・ジョーヌのためでなく」の中でも「母は自分のために献身的になんでもしてくれた」と感謝を表す文が何度も登場する。また、最大のライバルとして何度も優勝争いを演じたウルリッヒについても、引退後に「選手として本当に大好きだった」と愛の告白に近い賞賛さえ贈っている。

## エピソード

### ツール・ド・フランスに関するもの
- 2003年の第15ステージで転倒した時、実はフレームが破損しており、レース復帰直後にペダルを踏み外してもう一度転倒しそうになったのもそれが原因だった（ペダルを踏み外した瞬間にフレームが通常ではありえない曲がり方をしているのが映像で確認できる）。
- 2004年の第17ステージではアシストを務めたフロイド・ランディスとともにライバルのヤン・ウルリッヒを封じ込め、決死のアタックをかけたアンドレアス・クレーデンをスプリントで差して5勝目を挙げたが、その後の「（4勝もしているのだから）勝利を譲ってもよかったのでは?」という質問に「考えてもいない（"No gifts, no gifts this year."）」と言い切った。これは、前述したパンターニとの一件をふまえてのものと考えられる。
- 2005年については、その前に引退する気持ちもあったが、メインスポンサーがUSポスタルから大手CS放送チャンネルのディスカバリーチャンネルに変わり、スポンサーの意向もあって出場することを決めたと語っている。
- 復帰した2009年のツール・ド・フランス終了後「確実に（アルベルト・コンタドールと）緊張関係があった」と発言、コンタドールも同時期に同じ発言をしていた。

### その他
- トライアスロン選手時代は自転車だけでなく水泳に関しても非凡な才能を発揮し、1500m自由形ではナショナルチームに入る一歩手前だった。
- 元々トライアスロン出身のため、プロデビュー当時は自転車競技に疎かったらしく、所属していたモトローラ・チームに供給されていた自転車のロゴを指して「エディ・マークス（エディ・メルクスの英語読み）って誰だい?」と発言し、「“カンピオニッシモ”メルクスを知らないとは」と周囲を驚かせたことがある。
- プロに転向して初めてのレースは1992年のクラシカ・サンセバスティアンだったが、他の選手より大幅な遅れをとり、大会関係車両にクラクションであおられて棄権するよう指示を受けながら、最下位でゴールするという惨めなデビューだった。しかし、翌年の同時期のチューリヒ選手権では2位に入っている（優勝はその後チームメイトとなるVエキモフ）。
- 一見クライマーのような細身の体型をしているが、プロデビュー時はまるで正反対の、がっしりした筋肉質なスプリンター体型だった。これはトライアスロン選手の名残で、泳ぐのには必要だが自転車では余り必要の無い筋肉が残っていたためである。またなぜそこまで体型が変化したのかについての理由は、闘病生活中の化学療法の副作用で筋肉が全て落ちてしまったためと著書で説明されている。
- 現役時代の安静時心拍数は31 - 33といわれる。
- 癌からの復帰後、主治医の1人から、50%と言っていた生存確率は実はもっと低くて（一説には20%以下とも2%ともいわれ、著書では3%と記述されている。）、生存への希望を保ってもらう目的でウソを言ったと告白された。
- ツール連覇を続けていた2004年には、映画『ドッジボール』で、本人役でのカメオ出演を果たしている。
- 癌撲滅チャリティーのために出場した2006年のニューヨークシティマラソンではほぼイーブンペースを保って、856位でゴール。2時間59分35秒の好タイムで、3時間を切るという目標を果たしたが、レース後に足の痛みを訴え検査したところ、それまでのトレーニングのせいで右脛骨が疲労骨折しており、そのまま参加、完走していたことが発覚した。
- 2009年シーズンに自転車競技に復帰すると発表があった際、記者団の「3年間何をしていたんですか?」という質問に対し「ソファーで横になってビールを飲んでいた」と笑顔で冗談を返した。実際にはTREKでの仕事や、マラソン他チャリティーへの参加はしていたので、ずっとそういう生活ではなかったはずではあるが、今まで無かった茶目っ気を見せた瞬間でもあった。この発言の頃から決まっていたのかは不明だが、後にビール会社に個人スポンサーとしてついてもらうこととなった。
- 2009年シーズン序盤、ブエルタ・ア・カスティーリャ・イ・レオンの落車により復帰後初の鎖骨骨折を喫したが、その痛みのためにモチベーションが全く上がらず、ツールを前にして復帰をあきらめようとしかかった。しかし、監督であるブリュイネールに説得され、残りのレースへの出場を決意した。
- 2009年シーズン、表向きはLivestrong ProjectのPRのためボランティアで走るということで、アスタナからは給料を受け取らずに走っていたが、出場した各レースプロデューサーから、レースのPR報酬として1億円近い金額を受け取っていたことを明らかにしている（実際に、ランス初登場となったジロ・デ・イタリアは、観客増員や視聴率が跳ね上がった）。
- 社会活動家としての顔も持ち、ランス・アームストロング基金やNPOのLIVESTRONGを設立し、癌患者と生存者の支援や教育活動を実施している。2007年に「30億ドル（2468億円）を癌の研究や予防プログラムに充てて、テキサス州を癌研究のリーダーにする」という条例案Proposition15がテキサス州議会で可決されたが、これはアームストロングの功績が大きかった。医療格差の大きい米国の健康保険制度改革の提唱者としても知られており、一時期は政治家に転身するのではと噂されたこともある[34]。
- LIVESTRONGは、2012年2月、タバコを値上げしてその収益を癌研究に充当するというカリフォルニア州条例案Proposition29（住民投票事項29）の運動に、1500万ドル(12億3400万円)を寄付した。これに関し「現在のタバコ税に1ドルをプラスすることにより、多くの人の命が救われ、喫煙者を減少できる」とアームストロングはコメントしている[35]。

## 家族
精巣腫瘍にかかったため、癌からの復帰後に凍結保存精子を用いた人工授精によって、妻との間に男の子を、2年後には双子の女児を授かった。しかし、夫妻は5年間の結婚生活の後、2003年に離婚。
2005年9月には歌手シェリル・クロウと婚約したが、2006年2月に婚約を解消したことを発表した。2008年には女優ケイト・ハドソンと結婚間近と思われたが、破局。同年12月、交際中の一般女性が自然妊娠したことを発表。翌2009年6月に男の子を授かり、合わせて4人の子の父親となった。

## 機材
現役時代、機材に対しては、多くのプロ選手と同じく保守的な面を見せていた。
- ペダルについては、LOOKペダルをシマノがパテント購入して開発したPD-7401[36] を2001年まで愛用していたが、既に廃版となっていたため、チームのメカニックは在庫が残っていないか、アメリカ中の小売店に電話をかけて探したという。さらには、シマノから派遣されていたメカニックが個人的に持っていたペダルを譲り受けてまで、同モデルを使い続けたというエピソードが残っている。その後シマノが「アームストロングほどの選手が廃版モデルを使い続けるのは、マーケティング上問題がある」という理由で、“新生7401”SPD-SLシステム「PD-7750」を開発。2002年からはそれを愛用するようになった。ちなみに、このペダルの開発コードネームは「PDランス」。名前から分かるとおり、本来はランス専用モデルだった（SPD-SLはルック・タイプを元にしており、従来型のSPD-Rとは全く異なるビンディングの構造を持っていることからもそれが分かる）。
- ただ復帰時には、メインコンポネートがSRAMに切り替わってしまった事もあり、PD-7750の後継機であるPD-7810をチョイス出来ないランスは、本家LOOK製のkeo blade carbonに変更した。
- サドルはサンマルコ社の定番モデルであるコンコール・ライトを愛用している。アームストロングが使用するのは特に、サドル上面に刺繍のないモデルであり、年々登場する新モデルを使用することはなかった。
- ハンドル・バーのクランプ径は近年登場した31.8mmのオーバーサイズではなく、旧来の26.0mmのものを、タイヤはユッチンソンの廃盤モデルであるOROを使い続けていた。
- ディスカバリーチャンネル所属時にチームが使用していたコンポーネントは、シマノのデュラエース。シマノはランスがトライアスロン選手時代から機材を供給しており、シマノ製品でツール・ド・フランスを制したのは、ランスが初めてだった（ランスが引退した後、残った選手の多数とブリュイネール監督が合流したアスタナは、引き続きトレック社のバイクを使用しているが、コンポーネントはSRAMに切り替えた）。ただアスタナから離れレディオシャックとなった後もシマノには戻さずSRAMのままである。
- 山岳ステージでは、STIレバーの左側をブレーキレバーに交換し、フロントディレイラーの変速には、ダウンチューブに装着した伝統的なシフター（Wレバー）を使って変速していた。こうしたセッティングは主に軽量化が目的とされ、ランス以外の選手でも行うケースがあったが、機材の最低重量がUCI規定で決まっており（6.8 kg）、当時は既にSTIレバーを両方装着しても、最低重量に近い自転車を準備出来た。このような状況では、理論上は何のメリットも無い（今中大介はこれについて、“重量上のメリットよりも一種の験担ぎではないか”と著書で述べている）。
- 上記に関連するが、トレックが、ランスの現役時には、Wレバーに対応した最上級モデルのバイクを出荷していたが、2007年からは対応しなくなっており、影響の大きさをうかがい知る事が出来る。
- また、エクステラ参戦時にはトレック・ゲイリーフィッシャーコレクション29erMTB「スーパーフライ」を使用した[7]。

## 主な成績
1991年
- セッティマーナ・チクリスティカ・ロンバルディア 総合優勝
- アメリカ合衆国選手権・アマ個人ロードレース 優勝

1992年
- ブエルタ・ア・リベラ 総合優勝
- フィッツバーグ・ロンショ・クラシック 総合優勝
- GPマロスティカ 優勝
- チューリッヒ選手権 2位

1993年
- 世界選手権・個人ロードレース 優勝
- アメリカ合衆国選手権・個人ロードレース 優勝
- フィラデルフィア・インターナショナル・チャンピオンシップ 優勝
- トロフェオ・ライグエーリア 優勝
- ツール・ド・フランス 区間1勝(第8)
- ウェスト・ヴァージニア・クラシック 総合優勝
- スリフト・ドラッグ・クラシック 優勝

1994年
- スリフト・ドラッグ・クラシック 優勝

1995年
- クラシカ・サンセバスティアン 優勝
- ツール・ド・フランス 区間1勝(第18)
- パリ〜ニース 区間1勝(第5)
- ウェスト・ヴァージニア・クラシック 総合優勝
- ツアー・デュポン 総合優勝

1996年
- フレッシュ・ワロンヌ 優勝
- ツアー・デュポン 総合優勝
- パリ〜ニース 総合2位
- リエージュ〜バストーニュ〜リエージュ 2位

1998年
- ツール・ド・ルクセンブルク 総合優勝
- カスケード・クラシック 総合優勝
- ラインラント＝ファルツ・ルントファールト 総合優勝

2011年
- エクステラ世界選手権 23位

1998年
- ブエルタ・ア・エスパーニャ 総合4位

1999年
- ツール・ド・フランス 総合優勝、区間4勝(プロローグ、第1、8、9、19)
- ドーフィネ・リベレ 区間1勝(プロローグ)
- アムステルゴールドレース 2位

2000年
- ツール・ド・フランス 総合優勝、区間1勝(第19)
- グランプリ・デ・ナシオン 優勝
- グランプリ・エディ・メルクス 優勝
- ドーフィネ・リベレ 区間1勝(第3)
- シドニーオリンピック・個人タイムトライアル 3位

2001年
- ツール・ド・フランス 総合優勝、区間4勝(第10、11、13、18)
- ツール・ド・スイス 総合優勝、区間2勝(第1、8)
- アムステルゴールドレース 2位

2002年
- ツール・ド・フランス 総合優勝、区間4勝(プロローグ、第11、12、19)
- ドーフィネ・リベレ 総合優勝、区間1勝(第6)
- グランプリ・デュ・ミディ・リブル 総合優勝
- チューリッヒ選手権 3位

2003年
- ツール・ド・フランス 総合優勝、区間1勝(第15)+TTT1勝(第4)
- ドーフィネ・リベレ 総合優勝、区間1勝(第3)

2004年
- ツール・ド・フランス 総合優勝、区間5勝(第13、15、16、17、19)+TTT1勝(第4)
- ツール・ド・ジョージア 総合優勝

2005年
- ツール・ド・フランス 総合優勝、区間1勝(第20)+TTT1勝(第4)
- ドーフィネ・リベレ ポイント賞

2009年
- ツール・ド・フランス 総合3位、TTT1勝(第4)
- ジロ・デ・イタリア 総合12位

2010年
- ツール・ド・スイス 総合2位
- ツール・ド・ルクセンブルク 総合3位